# تفجيرات مطار دوموديدوفو الدولي 2011
تفجيرات مطار دوموديدوفو الدولي 2011 كانت تفجيرات حدثت في مطار دوموديدوفو الدولي خارج موسكو، في 24 يناير 2011. القنبلة قتلت حوالي 35 شخص، وأصابت حوالي 180 شخص، 86 منهم دخلوا المستشفى.
الانفجار حدث في صالة استعادة الأمتعة بالقرب من محطة الركاب في المطار. بعض التقارير قالت أن الانفجار حدث بسبب انتحاري، في حين وكالة الانباء الروسية انترفاكس قالت أن سبب الانفجار كان قنبلة تزن من 2 إلى 5 كيلوغرام من التي ان تي، والشرطة تبحث عن ثلاث ذكور مشتبهين. وقد ذكر المحقق رئيسي لروسيا أن الانفجار كان من عمل الإرهابيين. وقد ذكرت التقارير الأولية ان الانفجار وقع بالقرب من منطقة استعادة الأمتعة. الباحثين عثروا على رأس رجل، وفي الوقت الحالي يشتبهون في انه الانتحاري.
ولم ترد أنباء عن سقوط ضحايا أو إصابات بين الأطفال خلال التفجير.
المطار يقع على بُعد 40 كيلومتر (25 ميل) خارج مركز موسكو ويستخدم بشكل كبير من قبل العاملين الأجانب والسياح. وتبع الانفجار وقوع يعادل اثنين في المئة تقريبا في بورصة موسكو. بعد التفجير، أعلن الرئيس الروسي دميتري ميدفيديف أنه سيؤخر سفره إلى المنتدى الاقتصادي العالمي في دافوس بسويسرا.

## رد فعل الروسي
عددٌ من الطائرات المتجهة إلى دوموديدوفو في الأصل حُولت إلى مطار فنوكوفو بعد الانفجار. اتصلت السلطات الروسية بكل المطارات الروسية للبدء فورا في تفتيش جميع الزوار قبل السماح لهم بدخول مبنى المطار.

## رد فعل حول العالم
العديد من الرؤساء من جميع أنحاء العالم عبّروا عن أسفهم لروسيا بعد التفجيرات.
رئيس الولايات المتحدة باراك أوباما قد أدان الهجوم. «أنا أدين بشدة هذا العمل الإرهابي الفظيع ضد الشعب الروسي» قال في بيان. أوباما أيضا عبّر عن أسفه للشعب الروسي، الذين كما هو قال قد عانوا كثيرا من الإرهاب.
رئيس الإتحاد الأوروبي هيرمان فان رومبوي قال أن الذين مسؤولون وراء الهجوم يجب أن يتم مُعقابتهم.
عبّرت العديد من البلاد عن أسفهم ومساعدتهم مثل البرازيل، إيران، كندا، كولومبيا، إسرائيل، المكسيك، باكستان،,سوريا، ألمانيا، فرنسا والمملكة المتحدة.

## الضحايا
| البلد                            | قتلى | جرحى |
| -------------------------------- | ---- | ---- |
| روسيا                            | 14   | 58   |
| المملكة المتحدة                  | 2    | 1    |
| طاجيكستان                        | 1    | 6+   |
| أوزبكستان                        | 1    |      |
| قيرغيزستان                       | 1    |      |
| مولدوفا                          |      | 1    |
| ألمانيا                          | 1    | 1    |
| بلغاريا                          | 1    |      |
| سلوفاكيا                         |      | 1    |
| صربيا                            |      | 1    |
| أوكرانيا                         | 1    |      |
| إيطاليا                          |      | 1    |
| فرنسا                            |      | 1    |
| المواطنة مجهول/الضحايا المجهولين | 13   | 13   |
| العدد الإجمالي                   | 35   | 180  |